# La fille de Monaco
La fille de Monaco è un film del 2008 diretto da Anne Fontaine.

## Trama
Il rinomato avvocato Bertrand Beauvois, dalla vita personale poco esaltante, viene assunto dall'uomo d'affari monegasco Louis Lassalle per difendere sua madre Édith, che ha ucciso il suo ex amante, il giovane cameriere russo Dimitri Datchev, pugnalandolo più volte. Lassalle assegna a Beauvois una guardia del corpo, Christophe Abadi, uomo di poche parole ma ligio al dovere: questo perché la vittima era legata alla mafia russa, che imperversa in Costa Azzurra, e quindi c'è il rischio che Dimitri sia vendicato dai fratelli.
Nel frattempo Audrey Varella, un'avvenente e lussuriosa ragazza che conduce le previsioni del tempo – e tra i cui precedenti amanti c'è stato anche Christophe –, è divorata dall'ambizione e non si fa scrupoli per riuscire nella sua ascesa sociale: dotata di grande fascino e sensualità, Audrey non ci mette molto a sedurre il tranquillo Beauvois. Christophe consiglia a Beauvois, con cui ha stretto un legame di amicizia, di non farsi trascinare da lei e di concentrarsi sul processo, ma l'avvocato fa fatica a mantenere l'attenzione.
Audrey trascorre tutto il suo tempo con Beauvois, tanto che alla fine lui, ormai stremato dall'assillante presenza della ragazza, implora Christophe di farla sparire dalla sua vita. L'avvocato poi si reca in tribunale per la sua arringa finale nel caso Lassalle, nel corso del quale si scopre che in realtà Dimitri era l'amante non solo di Édith, ma anche di suo figlio Louis, il quale un giorno lo rivelò alla madre poiché non sopportava che l'amante si approfittasse di lei, dicendole inoltre che intendeva lasciarlo; il giorno dopo, Édith pugnalò a morte Dimitri.
Dopo essersi scambiati dei baci nell'auto di Beauvois, Christophe sperona Audrey mentre lei guida il suo scooter lungo un dirupo, uccidendola. Viene arrestato dalla polizia e accusato di omicidio ma Beauvois, appena appresa la faccenda, dichiara di essere l'unico colpevole della morte della ragazza. Sul finale, la signora Lassalle torna in libertà dopo solo un anno di reclusione, mentre Beauvois rimane in carcere.

## Riconoscimenti
- 2009 – Premio César[1]
  - Candidatura per il migliore attore non protagonista a Roschdy Zem
  - Candidatura per la migliore promessa femminile a Louise Bourgoin